# Corihuayrachina
Corihuayrachina (del quechua Quriwayrachina, "donde el viento refina el oro") fue un antiguo pueblo incaico cuyas ruinas se encuentran en el distrito de Vilcabamba, provincia de La Convención en el departamento del Cuzco. Se encuentra al sudeste de la cordillera de Vilcabamba a más de 3000 ms.n.m., Se sabe que fue habitado por pobladores del imperio, pero no por los monarcas.

## Descripción
Al igual que otras ruinas Corihuaynachina está dividido en dos zonas, la agrícola y la urbana. En la zona agrícola se encontraron terrazas de cultivos, canales de riego y una represa. En la zona urbana es encontraron torres funerarias, dos cementerios, más de 100 edificios circulares, almacenes, talleres de cerámica, tumbas y una pirámide truncada.

## Descubrimiento
En 1999, el académico y explorador británico Peter Frost lo descubrió mientras pasaba por un sendero. En junio de 2001 él llevó a un grupo de arqueólogos al área. Ellos calcularon que el tamaño de la ciudad era de 6 km cuadrados.
Cuando los investigadores llegaron a Corihuayrachina, la ciudad ya había sido saqueada. Los esqueletos fueron encontrados en las tumbas, pero sin ajuar funerario. Las herramientas de cerámica y de piedra encontrados fueron identificados con dos periodos de tiempo diferentes. Las estimaciones sitúan el origen del puesto de avanzada en el siglo XIII, y luego abandonado, para posteriormente ser restablecido.